# Ryu
Ryu (Japans: リュウ) is een personage dat in de jaren 80 werd bedacht door computerspellenfabrikant Capcom. Hij is de protagonist in de reeks vechtspellen van Street Fighter. Het personage komt voor het eerst voor in het oorspronkelijke Street Fighter-spel uit 1987.

## Kenmerken
In het eerste Street Fighter-spel draagt Ryu een gescheurde witte karate-gi met een witte hachimaki (hoofdband), rode handschoenen en rode schoenen. Ook een kenmerkende uiterlijkheid is de Fūrinkazan (风 林 火山, Kanji-teken dat staat voor Wind, Bos, Vuur en Berg), gevechtsstandaard van de historische Japanse militaire leider Shingen Takeda, geborduurd in zijn obi. In Street Fighter II is Ryu wat ouder gemaakt, met bruin haar en bruine handschoenen, en een rode hachimaki. Hij vecht deze keer ook op blote voeten. In de Alpha-serie lijkt Ryu meer op hoe hij afgebeeld is in de originele Street Fighter, met lichtrood haar en een witte hachimaki. In de Street Fighter III-spellen heeft Ryu zwart haar en stoppels op zijn gezicht om zijn groei in leeftijd te laten zien. Street Fighter IV is chronologisch ingesteld tussen II en III en heeft Ryu dus een meer volwassen uitstraling dan in Street Fighter II, maar ziet hij er nog niet zo oud uit als in Street Fighter III. 
Omdat hij het enige speelbare personage in de originele Street Fighter was, wilde Ryu-ontwerper Manabu Takemura hem gemakkelijk herkenbaar maken. In Street Fighter II was het personage geselecteerd voor opname vanwege zijn aanwezigheid in de eerste game, als voorbeeld van een Japanse martial artist. Naarmate de serie vorderde, werd het ontwerp gespierder gemaakt om samen te laten vallen met het concept, terwijl zijn witte gi (door het ontwikkelteam beschouwd als zijn meest kenmerkende eigenschap) bedoeld was om kijkers te laten weten dat hij "een karatemeester op het eerste gezicht" was. Ryu heeft bloedgroep O, is 175 cm lang en weegt 68 kg.

## Achtergrond
Ryu is een stil en serieus persoon. Zijn houding is het tegenovergestelde als dat van zijn beste vriend Ken. Ze zijn beiden getraind door een man genaamd Gouken, die hem heeft geadopteerd en opgevoed. Ryu reist de wereld rond, en wordt vaak door anderen beschreven als saai. Hoewel hij afstandelijk en emotieloos lijkt te zijn, is Ryu eigenlijk een aardig en goedhartig persoon. Hij respecteert anderen met vaardigheden die gelijk zijn aan de zijne. Ryu's doel is om een totale meester te worden in zijn vechtstijl.
Ryu is een van de deelnemers aan het World Warrior tournament. Na het verslaan van alle uitdagers verdient Ryu het recht om zijn gastheer, Sagat te bestrijden. Ryu verslaat Sagat met een bijna fatale Shoryuken, dat een groot litteken achterlaat op de borst van Sagat. Nadat hij weer bij bewustzijn komt en ontdekt wat er gebeurd is, zweert Sagat wraak op Ryu. Ryu laat Sagat achter en keert terug naar zijn huis, en ziet dat Gouken, zijn meester en adoptievader, blijkbaar is vermoord. Nadat hij erachter komt dat Akuma zijn adoptievader heeft bevochten en vermoedelijk heeft vermoord, begint Ryu om de wereld te reizen om deze man te vinden.

## Citaten
- "You must defeat Sheng Long to stand a chance."
- "The answer lies in the heart of battle."
- "I still don't have what it takes. I must train harder."
- "This time victory is mine."
- "You must defeat my Shoryuken to stand a chance."

## Trivia
- In de speelfilm Street Fighter is Guile neergezet als de hoofdpersonage, in plaats van Ryu. Hij kreeg als achternaam "Hoshi" en werd gespeeld door Byron Mann.
- Ryu komt ook voor in de Amerikaanse geanimeerde tv-serie Street Fighter, maar is opnieuw vervangen door Guile als hoofdpersonage.

Abel · 
Adon · 
Akuma · 
Alex · 
Balrog · 
Birdie · 
Blanka · 
Cammy · 
Charlie · 
Chun-Li · 
Cody · 
Crimson Viper · 
Dan · 
Dee Jay · 
Dhalsim · 
De Dolls · 
Dudley · 
Eagle · 
E. Honda · 
Elena · 
El Fuerte · 
Fei Long · 
Gen · 
Gill · 
Gouken · 
Guile · 
Guy · 
Hakan · 
Hugo · 
Ibuki · 
Ingrid · 
Juri · 
Karin · 
Ken · 
M. Bison · 
Makoto · 
Necro · 
Oni · 
Oro · 
Poison · 
R. Mika · 
Remy · 
Rolento · 
Rose · 
Rufus · 
Ryu · 
Sagat · 
Sakura · 
Sean · 
Seth · 
T. Hawk · 
Twelve · 
Urien · 
Vega · 
Yang · 
Yun · 
Zangief